# 中村和彦 (政治家)
中村 和彦（なかむら かずひこ、1973年4月8日 - ）は、日本の政治家。栃木県真岡市長（1期）。元真岡市議会議員（6期）。

## 来歴
茨城県下館市（現・筑西市）に生まれ、0歳の時より栃木県真岡市で育つ。栃木県立真岡高等学校を経て、明治大学卒業。地元のケーブルテレビ局に入社。2003年、真岡市議会議員に初当選し、以後6期務める。
2025年4月27日、真岡市長選挙に初当選した。5月15日、真岡市長就任。